# Alexis Beauclair
 (décembre 2018).
Pour les articles homonymes, voir Beauclair (homonymie).
Alexis Beauclair, né le 5 février 1986, est un plasticien français dont le travail s'inspire de la bande dessinée expérimentale, de l'illustration et du design graphique.

## Biographie
Alexis Beauclair est issu de l'École supérieure des arts décoratifs de Strasbourg.
Il a notamment collaboré à la revue Belles Illustrations qu'il a cofondée, à la revue Lagon qu'il a cofondée avec Sammy Stein, au New York Times et avec la marque Comme des Garçons.
En 2008 parait son premier livre, Aphorismes de F. Nietzsche illustrés (Orbis Pictus club).
En 2014 paraît la bande dessinée de science-fiction Quasar contre Pulsar (éditions 2024), scénarisée par Mathieu Lefèvre et dessinée par Alexis Beauclair (story board, dessin et trait) et Étienne Chaize (couleurs et décors), dans un « style minimaliste aux couleurs criardes [qui] rappelle les plus belles heures des couvertures d’albums New Age des années 1970-80. »
De 2014 à 2016, il auto-édite 9 numéros de Loto, une série de bande dessinée expérimentales, abstraites et géométriques
Avec Bettina Henni, il a créé l'imprimerie Papier Machine[Quand ?], avec laquelle il auto-édite des livres en risographie.
En 2018, il participe à l'exposition Chemin Papier, l’illustration et ses marges au Signe à Chaumont.

## Œuvres

### Illustration
- Aphorismes de F : Nietzsche illustrés, Orbis Pictus club, coll. « Nem dropping », 15 octobre 2008, 80 p. (ISBN 978-2-913063-32-7)
- Marie Gaille (ill. Alexis Beauclair), Vivre avec l'étranger, Giboulées, coll. « Chouette ! Penser », 24 mars 2011 (ISBN 978-2-07-063139-1)
- Alexis Beauclair, Dans l'infini, Thierry Magnier Editions, coll. « Tête de lard », 1er septembre 2012 (ISBN 978-2-36474-135-5)

### Bande dessinée
- Quasar contre Pulsar, éditions 2024, lieu d'édition, 28 novembre 2013
Scénario : Mathieu Lefèvre - Dessin : Alexis Beauclair et Étienne Chaize - Couleurs : Étienne Chaize - (ISBN 978-2919242207)
- Vanishing Perspective, 2D Cloud, lieu d'édition, 25 janvier 2018
Scénario et dessin : Alexis Beauclair - (ISBN 978-1937541309)
- Loto, éditions Matière, février 2019
Scénario et dessin : Alexis Beauclair - (ISBN 9782916383583)

### Ouvrages auto-édités
- 2013 : Globe
- 2013 : Papillon blanc
- 2014 : Écrans
- 2014 : Chute libre
- 2014 : Labyrinthe[9]
- 2014 : Propriétés de la ligne
- 2014 : Photon
- 2014 à 2016 : Loto, no 1 à 9
- 2015 : Compositions binaires
- 2015 : Sable
- 2015 : Perspective fuyante
- 2015 : Sonde
- 2015 : Perle
- 2016 : Sol
- 2016 : Books & Zines
- 2016 : Hotoke